# Église Saint-Jacques de Pouldavid
Pour les articles homonymes, voir Église de Pouldavid.
L'église Saint-Jacques de Pouldavid est un édifice religieux datant des XIVe et XVe siècles situé à Douarnenez dans le département français du Finistère.

## Histoire
L'église Saint Jacques de Pouldavid à Douarnenez construite au XIVe siècle, en ce qui concerne la nef, va se poursuivre au XVe par le porche ouest et la chambre des cloches. Sous toutes réserves, le fenestrage du choeur daterait de cette époque. Le transept et le chœur ont été en partie rebâtis au XVIe siècle.

Les seize tableaux peints à la voûte du chœur sont classés depuis 1935. Ces scènes relatent la passion du Christ et sa résurrection. L'église est inscrite en totalité à l'inventaire supplémentaire des monuments historiques depuis le 23 novembre 1995.

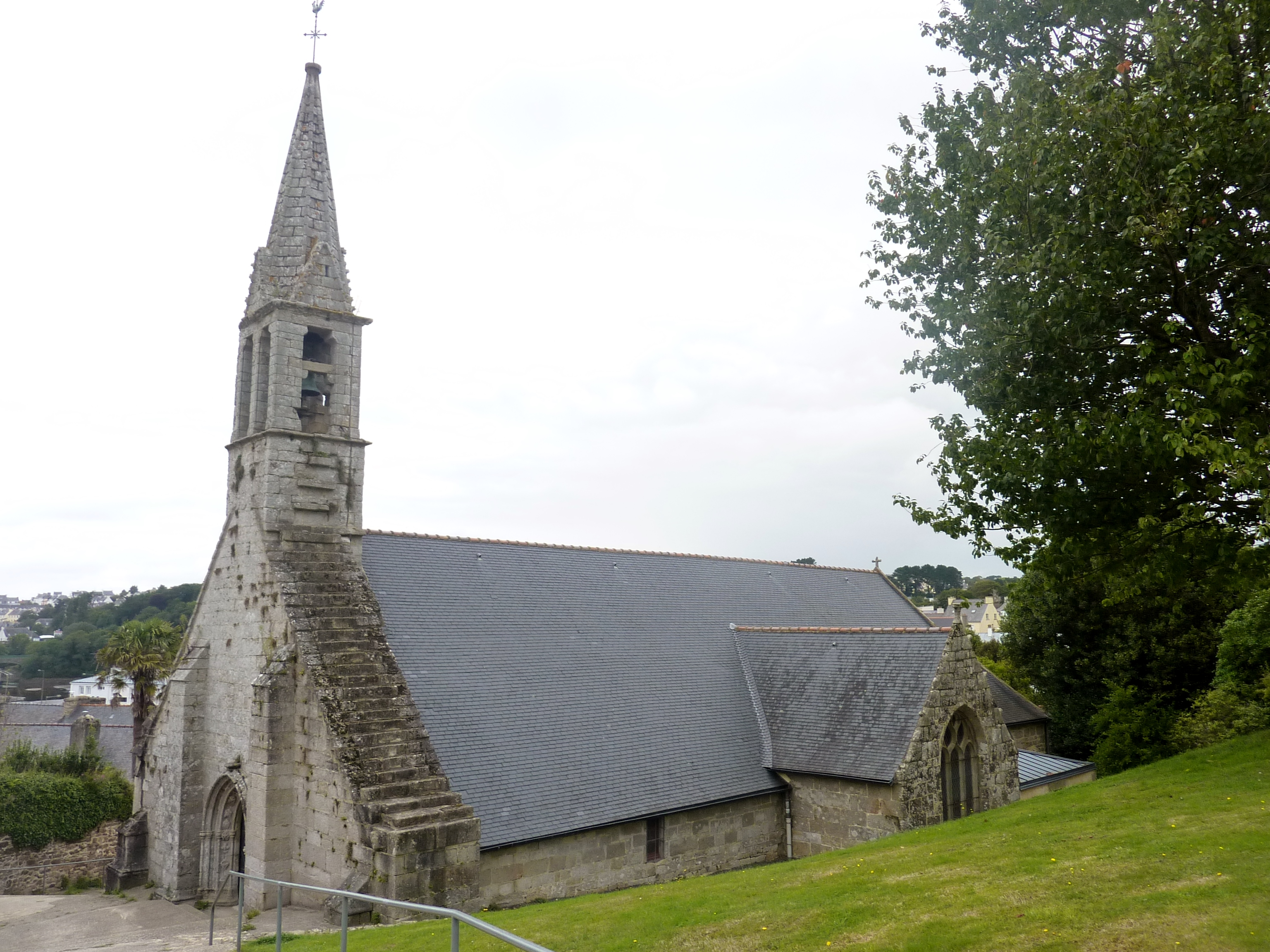
L'église Saint-Jacques de Pouldavid
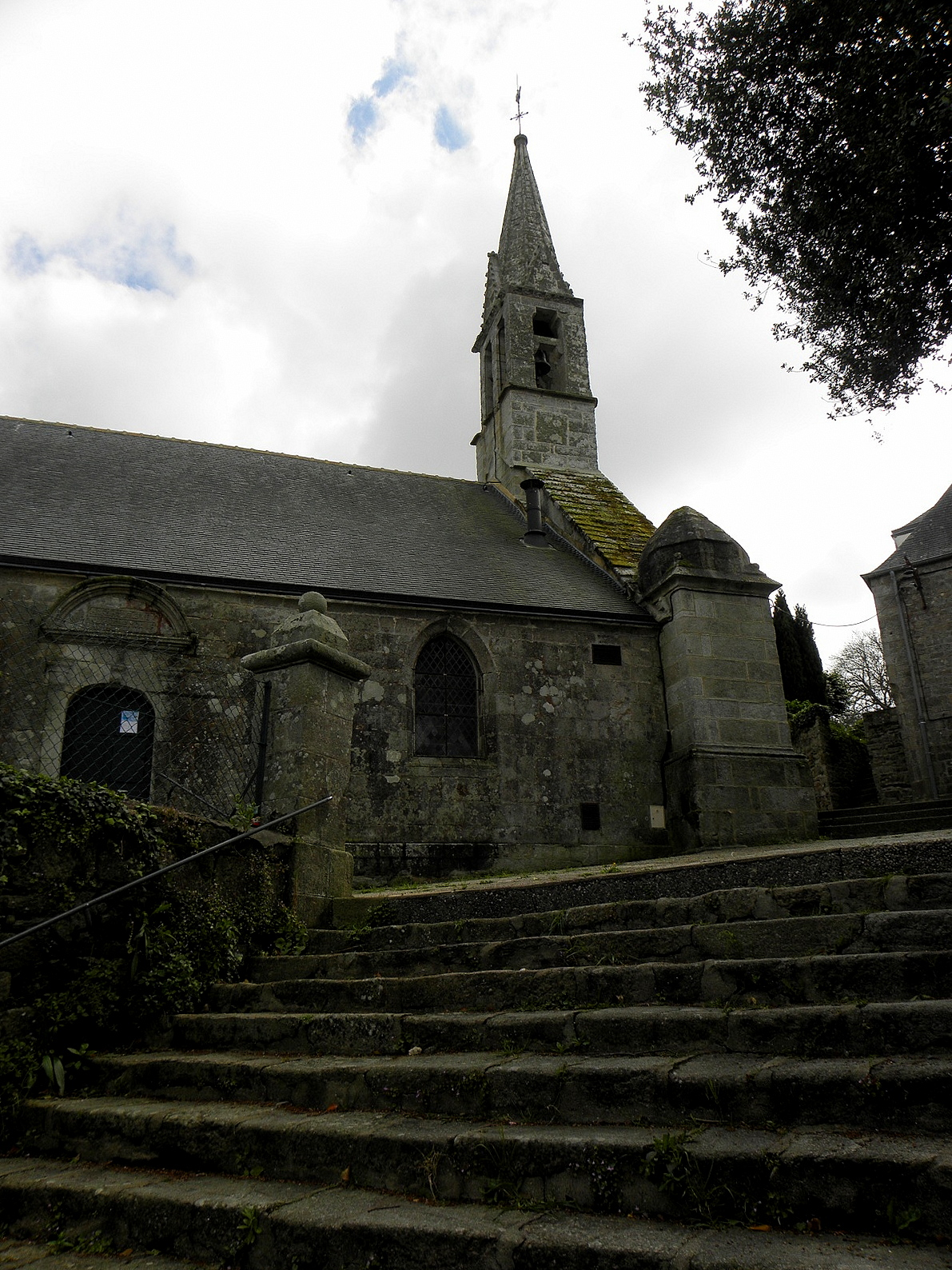
Église Saint-Jacques de Pouldavid : le flanc nord
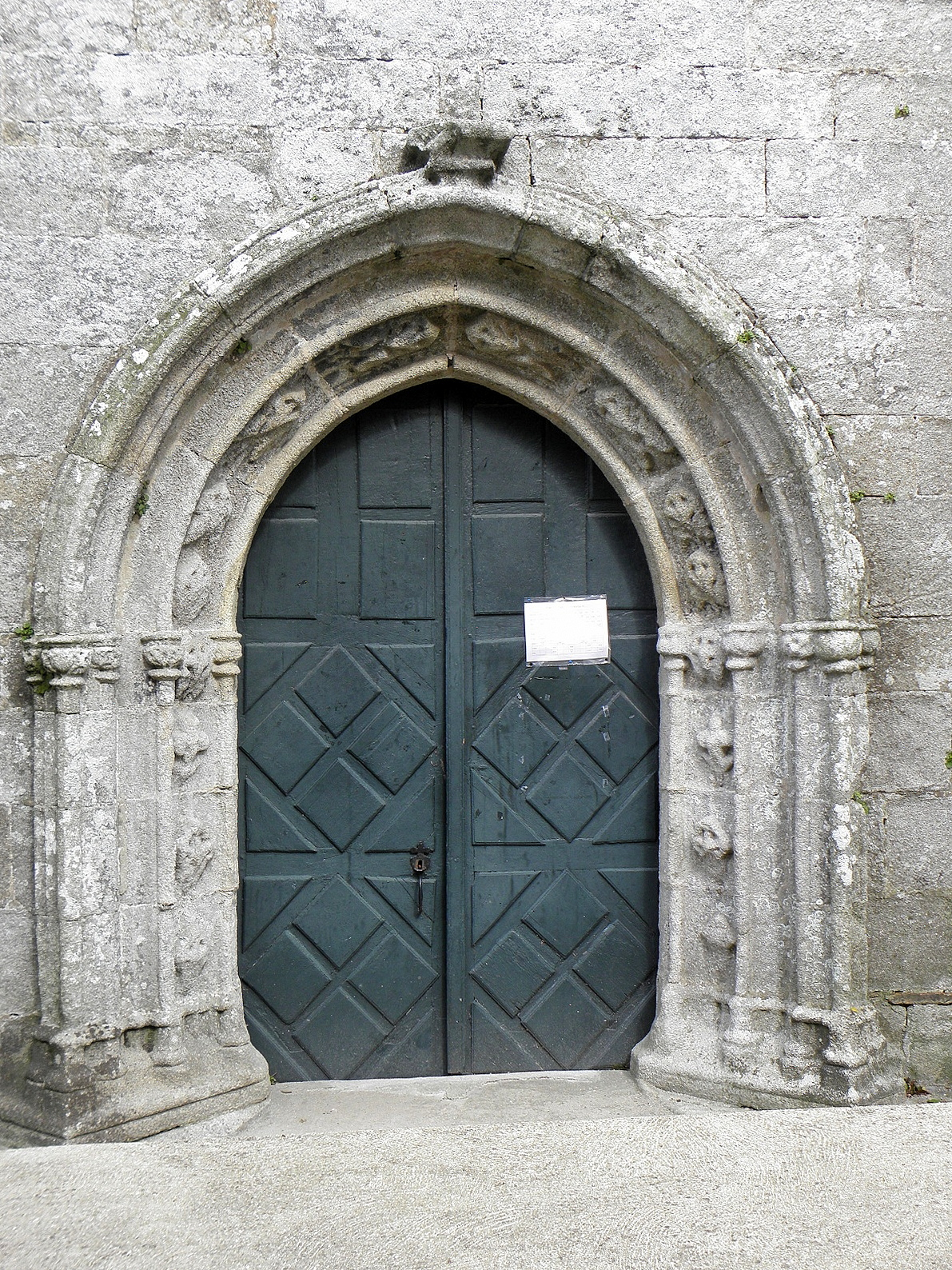
Église Saint-Jacques de Pouldavid : le portail occidental

## Éléments architecturaux
Elle  comprend  une  nef  de  plan  irrégulier :  au  nord,  cinq  travées avec bas  côté ;  au  sud,  quatre  travées  avec  bas  côté,  puis un  transept  avec  arc  diaphragme  porté sur  colonnes,  et  enfin  un chœur  de  deux  travées  avec  bas  côtés. L'édifice  date  de  plusieurs époques :  le  porche  ouest,  remployé,  date  du  xve,  la  nef du  xive  siècle,  le  transept  et  le  chœur du  xvie avec  fenestrage  du  xve, porte latérale  nord  du  XVIIIe  siècle. Sur  les  linteaux  des  fenêtres de  la  sacristie :  « M.  R.  H.  LE GUEN »  et  « GUILLEMOT.  F. » Mobilier :  Statues  anciennes :  saint  Jacques,  Vierge-mère, saint Barthélémy,  saint  Jérôme,  saint  Georges  et  Pietà  à  quatre personnages. Parmi  les  statues  modernes :  Saint  Corentin. Peintures du  lambris  du  chœur  concernant  la  Passion,  seize panneaux  du  xvie  siècle. 

### Le retable
Le maître-autel et le retable de 1696 ont été réalisés par Grégoire Ansquer, maître sculpteur, peintre et doreur à Pont-Croix.
Les travaux de restauration de ce retable vont démarrer en 2012.

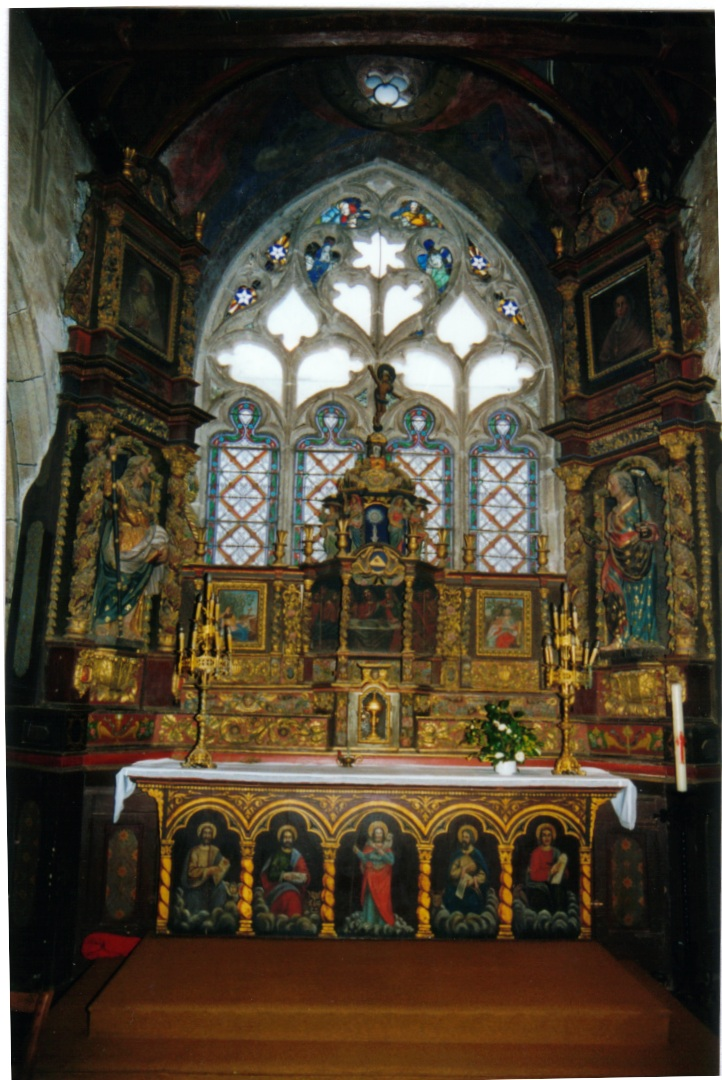
Retable de l'église de Pouldavid

### Les lambris de la voûte du chœur
Ces seize tableaux, non signés peuvent être rapprochés des taolennoù (tableaux en breton) de Michel Le Nobletz, qui prêche à Douarnenez de 1618 à 1640, par leur conception du récit.
La restauration des lambris a bénéficié d'une aide obtenue grâce au prix du « Pèlerin magazine »

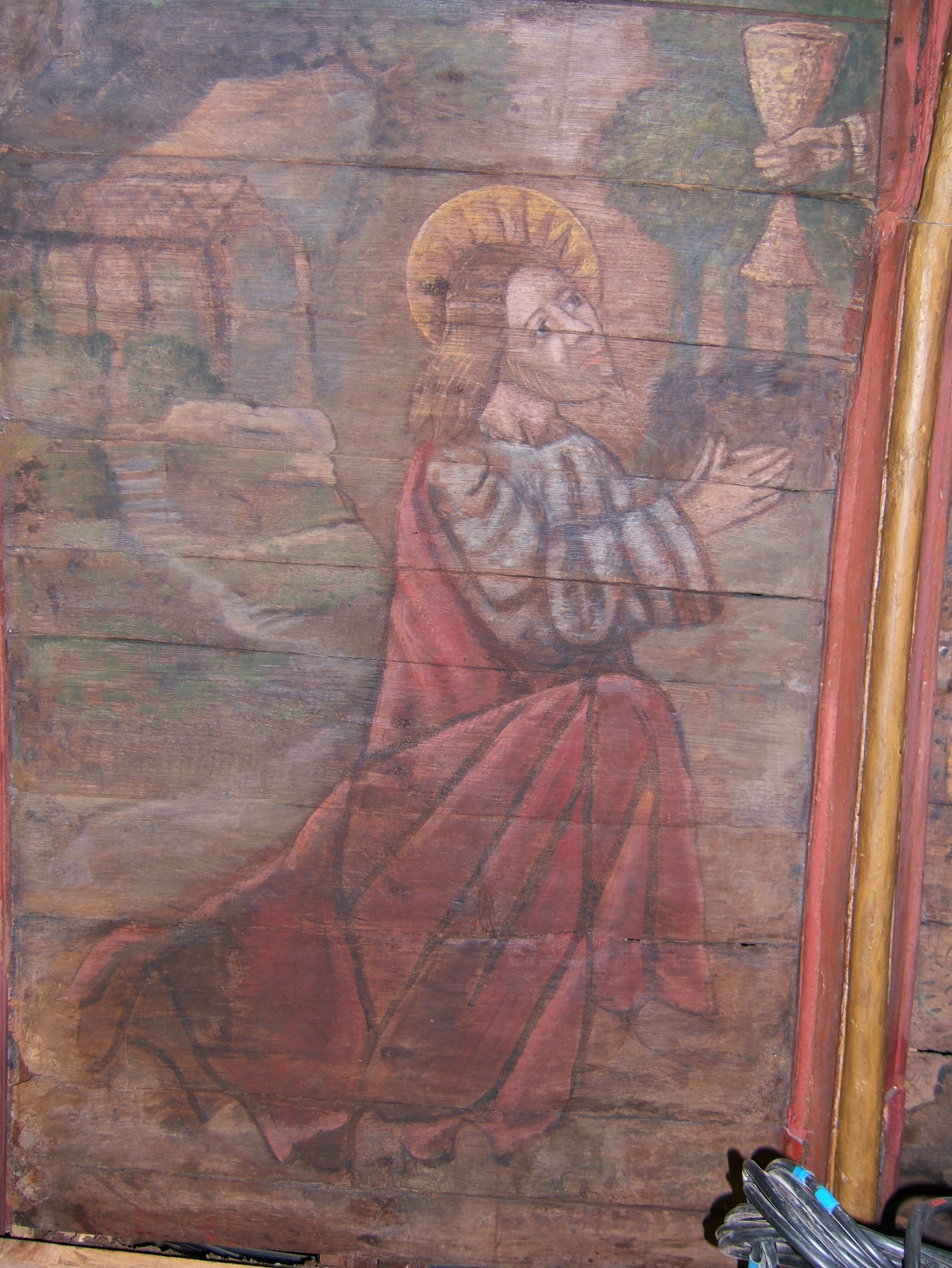
Jésus au jardin des oliviers (3e tableau)

### Les statues en bois polychrome
De nombreuses statues sont visibles dans l'église, dont certaines datent du XVe et XVIe siècles : 
sainte Anne, dans le transept sud,
saint Jérôme, le plus érudit de tous les pères de l'Église,
saint Jacques, pêcheur, patron de l'église, 
saint Jean Baptiste, Vierge couronnée, Vierge à l'Enfant, sainte Marie-Madeleine, sainte Véronique, une descente de croix, une toile représentant l'Ecce homo.

Sainte Anne
Saint Jacques patron de la paroisse
Sainte Véronique
Descente de croix (XVIe siècle)
Saint Jean Baptiste (XVe siècle)